# Pramoedya Ananta Toer
Pramoedya Ananta Toer (6. února 1925, Blora – 30. dubna 2006, Jakarta) byl indonéský spisovatel.

## Biografie
Dvakrát byl vězněn, v letech 1947-1949 nizozemskou koloniální správou, v letech 1965-1979 režimem diktátora Suharta. V druhém případě byl zatčen jako komunista a vězněn na ostrově Buru. Napsal v této době své nejslavnější dílo, románovou tetralogii Buru kvartet (Bumi Manusia, Anak Semua Bangsa, Jejak Langkah, Rumah Kaca). Protože sám ve vězení nesměl psát, nadiktoval ji svým spoluvězňům. Publikoval ji po propuštění z vězení mezi léty 1980-1988. Zkušenost z vězení popsal i ve vzpomínkové knize Nyanyi sunyi seorang bisu z roku 1995. Boj proti nizozemskému kolonialismu líčí jeho první kniha Na břehu řeky Bekasi (Kranji-Bekasi Jatuh). Jeho případ byl zmedializován bojovníky za lidská práva a stal se symbolem boje proti diktatuře, ačkoli v jeho literárních dílech přímé útoky na politickou elitu nikdy nebyly. Měl však v 50. a 60. letech blízko k indonéské komunistické straně.